# Eresus transcaucasicus
Espèce
Eresus transcaucasicus est une espèce d'araignées aranéomorphes de la famille des Eresidae.

## Répartition
Cette espèce se rencontre en Géorgie et en Arménie.

## Description
Le mâle holotype mesure 8,21 mm, les mâles mesurent de 8,21 à 8,92 mm.

## Systématique et taxinomie
Cette espèce a été décrite par Zamani, Seropian, Zarikian, Bulbulashvili et Szűts en 2025.

## Étymologie
Son nom d'espèce lui a été donné en référence au lieu de sa découverte, la  Transcaucasie.

## Publication originale
- Zamani, Seropian, Zarikian, Bulbulashvili & Szűts, 2025 : « Different, but still the same: integrative taxonomy confirms a new species of Eresus Walckenaer, 1805 (Araneae, Eresidae) from the South Caucasus. » ZooKeys, vol. 1249, p. 1-13 (texte intégral).